# Баянов, Ильмир Масуилович
Ильми́р Масуи́лович Бая́нов (род. 1 января 1966, Чекмагуш, Башкирская АССР) — российский физик, доктор физико-математических наук, профессор Казанского авиационного университета, специалист в области лазерной физики, механики многофазных потоков, электрохимии.

## Биография
Родился 1 января 1966 года в селе Чекмагуш Чекмагушевского р‑на БАССР.
В 1983 году окончил среднюю школу № 1 села Чекмагуш, в 1989 — физический факультет МГУ.
Защитил диссертацию «Генерация и усиление фемтосекундных широко перестраиваемых импульсов сверхсильного светового поля» на степень кандидата физико-математических наук (1992).
В 1995 году избран заведующим кафедрой общей физики Бирского педагогического института.
В 1997 году получил звание доцента кафедры.
Защитил докторскую диссертацию «Динамика многофазных выбросов в приземном слое атмосферы» (2007).
С 2007 по 2009 год возглавлял кафедру Физики и землеустройства Бирского филиала Башкирского государственного университета.
В 2009 году приглашен на работу в Казанский национальный исследовательский технический университет (КНИТУ-КАИ) им. А. Н. Туполева на должность профессора кафедры теоретических основ теплотехники.
В 2009 году получил стипендию Немецкого общества академических обменов (DAAD) на стажировку в Германии. С тех пор, будучи профессором КНИТУ-КАИ, тесно сотрудничает с техническим университетом Брауншвейга в области электрохимии.

## Научная деятельность

### Научные интересы
- Механика многофазных потоков, в частности динамика растекания тяжёлого газа по земной поверхности.

Закономерности распространения выбросов углеводородов в атмосфере с последующим возгоранием образовавшейся газовоздушной смеси в ограниченном наземными объектами пространстве.
- Исследование и создание нового типа аккумуляторных батарей с проточным электролитом[англ.].

Теоретические и экспериментальные исследования гидродинамических свойств схемы циркуляции электролита и их влияние на эффективность работы батареи.

### Публикации
- Bayanov I.M., Gordienko V.M., Zvereva M.G., Magnitskiĭ S.A., Tarasevich A.P. Highly stable picosecond YAG:Nd3+ laser with a negative feedback (англ.) // Soviet Journal of Quantum Electronics. — 1989. — Vol. 19, iss. 8. — P. 994—996. — doi:10.1070/QE1989v019n08ABEH008662.
- Bayanov I.M., Danielius R., Heinz P., Seilmeier A. Intense Subpicosecond Pulses Tunable Between 4 μM and 20 μM Generated by an All-Solid-State Laser System (англ.) // Optics Communications. — 1994. — Vol. 113, no. 1—3. — P. 99—104.
- Баянов, И. М. Поведение облака выбросов с большим влагосодержанием в приземном слое атмосферы / И. М. Баянов, И. Р. Хамидуллин, В. Ш. Шагапов // Теплофизика высоких температур : журн. — 2007. — Т. 45, № 2. — С. 267—276. — УДК 551.511 + 533(G).
- Баянов, И. М. Автомодельная задача о диффузионном перемешивании парогазокапельных систем / И. М. Баянов, И. Р. Хамидуллин, В. Ш. Шагапов // Прикладная математика и механика : журн. — 2008. — Т. 72, № 4. — С. 613—624.
- Cloud Formation (англ.) / Bayanov Ilmir Masuilovich. — New York, United States: Nova Science Publishers Inc, 2011. — ISBN 9781612095271.
- Bayanov I. M., Vanhaelst R. The Numerical Simulation of Vanadium Rerox Flow Batteries (англ.) // Journal of Mathematical Chemistry. — 2011. — Vol. 49, no. 9. — P. 2013—2031. — doi:10.1007/s10910-011-9872-x.
- Rudolph S., Bayanov I. M., Schröder U. On-line Controlled State Of Charge Rebalancing In Vanadium Redox Flow Battery (англ.) // Journal of Electroanalytical Chemistry. — 2013. — Vol. 703. — P. 29—37.
- И. М. Баянов, И. К. Гималтдинов. Ученый и гражданин // Tatarica. — 2014. — № 2. — С. 241—246. — ISSN 2311-2042.

## Награды и звания
- Премия международного научного фонда (1993),
- Стипендиат РАН для молодых учёных (1997).